# Подшивалов, Анатолий Николаевич
Анато́лий Никола́евич Подшива́лов (20 апреля 1945, Ленинград, СССР — 10 августа 1987, там же) — советский актёр театра и кино. Получил известность, снявшись в роли Цыгана в фильме Г. Полоки «Республика ШКИД».

## Биография
Родился в Ленинграде. Учился в 310 школе Ленинского района (Загородный пр. д 68/2). Окончил в 1965 году драматическую студию при Большом драматическом театре (БДТ). На сцене этого театра дебютировал ещё в 1961 году в роли Юнги в спектакле «Гибель эскадры» по пьесе А. Корнейчука. В 1965 году был принят в труппу театра, в которой состоял до 1983 года.
В кино дебютировал в 17-летнем возрасте в роли Сардинки в детском фильме «Чёрная чайка». В 1966 году сыграл свою самую известную роль на экране — Цыгана в фильме «Республика ШКИД» Геннадия Полоки.
В конце 1970-х годов на одной из съёмок на голову Анатолию Подшивалову упал осветительный прибор, из-за чего на месте травмы образовалась опухоль; после операции произошли изменения в психике, речи и внешности. Актёр больше не мог сниматься в кино; он продолжал служить в БДТ, но на сцену мог выходить только в массовках.
Умер 10 августа 1987 года, похоронен в Ленинграде на Южном кладбище.

## Семья
Родители отца — Сергей Михайлович Подшивалов (род. 1884), слесарь из шлиссельбургских мещан, и Мария Александровна Осипова (род. 1887), кронштадтская мещанка — поженились 19 августа 1907 года в Андреевском соборе Кронштадта. Отец, Николай Сергеевич Подшивалов (род. 17 июня 1918 в Кронштадте) — участник Великой Отечественной войны, старший сержант, награжден Орденом Славы.
Был женат. В 1965 году у него родился сын Кирилл (покончил с собой в 2007 году, похоронен в Санкт-Петербурге на Богословском кладбище).

## Творчество

### Театральные работы
- 1960 — «Гибель эскадры» А. Е. Корнейчука. Постановка Г. А. Товстоногова — Юнга
- 1963 — «Перед ужином» В. Розова — младший брат

### Фильмография
- 1962 — Черная чайка — Сардинка
- 1965 — Иду на грозу — молодой старший лейтенант, адъютант (нет в титрах)
- 1965 — Музыканты одного полка — Еремеев, полковой музыкант
- 1966 — Республика ШКИД — Цыган
- 1966 — Сегодня — новый аттракцион — ассистент дрессировщика
- 1970 — Ференц Лист. Грёзы любви — поклонник Листа (нет в титрах)
- 1971 — Ночь на 14-й параллели — эпизод
- 1973 — Иван Васильевич меняет профессию — лейтенант милиции
- 1974 — В то далёкое лето… — Шульц, немецкий солдат
- 1975 — Бриллианты для диктатуры пролетариата — Владимир Будников
- 1975 — Строговы — Савелий Бакулин
- 1976 — Рожденная революцией — бандит из банды Лёньки Пантелеева (фильм третий «В огне»)
- 1976 — Легенда о Тиле — хозяин харчевни (фильм второй «Да здравствуют нищие!», 1-я серия)
- 1979 — Инженер Графтио — весельчак из компании Ульмана на дуэли
- 1979 — Приключения принца Флоризеля — член клуба самоубийц
- 1980 — Приключения Шерлока Холмса и доктора Ватсона — маркёр Прайс
- 1982 — В старых ритмах — Пахолков, водитель